# Pierre Labat (théologien)
Pour les articles homonymes, voir Pierre Labat.
Pierre Labat, né probablement en 1616 à Toulouse  et décédé le 30 mars 1670 dans la même ville, est un théologien dominicain thomiste.

## Biographie
Il enseigna la théologie à Bordeaux puis à Toulouse. Thomiste fervent, il contribua à maintenir l'Université de Toulouse dans sa fidélité à Saint Thomas d'Aquin, en particulier en 1664-67, lors de la crise qui se dénoua, grâce à son intervention, par un décret du recteur et des maîtres confirmant les directives données jadis par Urban V. Son cours de théologie est important pour les querelles sur la probabilisme mais aussi pour celles sur la grâce, car il démontre, dans le contexte suivant la condamnation du Jansénisme 1653 et la censure d'Antoine Arnauld (1656) comment les thomistes revendiquent une position autonome entre jansénistes et molinistes.

## Œuvres
- Theologia scholastica secundum illibatam D. Thomae doctrinam, 7 tomes plus un complément publiés de 1658 à 1666[3]